# Seol In-ah
Seol In-ah (3 de enero de 1996), más conocida como Seolina, es una actriz surcoreana.

## Carrera
En abril de 2022, se anunció que se había unido a la agencia GOLDMEDALIST Entertainment.
Se unió al elenco recurrente de series como Strong Woman Do Bong-soon y School 2017. 
Fue presentadora del programa Section TV de MBC.
El 8 de abril del 2019 se unió al elenco recurrente de la serie Special Labor Inspection Team, donde interpretó a Go Mal-sook, la secretaria personal de la jefa de "Myeongseong Group", hasta el final de la serie el 28 de mayo del mismo año.
El 28 de septiembre del mismo año se unió al elenco de la serie Beautiful Love, Wonderful Life (también conocida como "Love is Beautiful, Life is Wonderful") donde dio vida a Kim Chung-ah, una mujer que por dedicarse a estudiar para el examen de servicio civil durante ocho años ha dejado a lado las citas y el matrimonio, hasta el final de la serie el 22 de marzo del 2020.
En agosto de 2021 se anunció que se había unido al elenco principal de la serie Propuesta laboral, donde interpreta a Jin Young-seo, la mejor amiga de Shin Ha-ri (Kim Sejeong) y la única hija del presidente de Marine Group. La serie se estrenó el 28 de febrero de 2022 y fue uno de los grandes éxitos de la temporada.

## Filmografía

### Series de televisión
| Año     | Título                         | Papel                       | Red  | Notas              | Notas                |
| ------- | ------------------------------ | --------------------------- | ---- | ------------------ | -------------------- |
| 2015    | The Producers                  | Cindy, anti-fan             | KBS2 | Ep. 10             | [ 11 ]               |
| 2016    | Flowers of the Prison          | Dama del tribunal Han       | MBC  |                    | [ 12 ]               |
| 2017    | Strong Girl Bong-soon          | Jo Je-ji                    | JTBC |                    | [ 13 ]               |
| 2017    | School 2017                    | Hong Nam-joo                | KBS2 |                    | [ 14 ]               |
| 2018    | Sunny Again Tomorrow           | Kang Ha-nui / Han Soo-Jeong | KBS1 |                    | [ 15 ]               |
| 2019    | Special Labor Inspection Team  | Go Mal-sook                 | MBC  |                    |                      |
| 2019-20 | Beautiful Love, Wonderful Life | Kim Chung-ah                | KBS2 |                    |                      |
| 2020    | Record of Youth                | exnovia de Sa Hye-joon      | tvN  | Aparición especial | [ 16 ]               |
| 2020-21 | Mr. Queen                      | Jo Hee-jin                  | tvN  |                    |                      |
| 2022    | Propuesta laboral              | Jin Young-seo               | SBS  |                    | [ 17 ] [ 18 ] [ 10 ] |
| 2023    | Oasis                          | Oh Jung-shin                | KBS2 |                    | [ 19 ] [ 20 ] [ 21 ] |
| 2023    | Twinkling Watermelon           | Choi Se-kyung               | tvN  |                    | [ 22 ] [ 23 ]        |
| 2025    | ¡Oh, mis clientes fantasmas!   | Na Hee-joo                  | MBC  |                    | [ 24 ] [ 25 ]        |

### Cine
| Año  | Título                | Papel       | Notas         |
| ---- | --------------------- | ----------- | ------------- |
| 2017 | Closed Eyes           | Park Mi-rim | película web  |
| 2021 | Emergency Declaration | Tae-eun     | [ 27 ] [ 28 ] |

### Programas de variedades
| Año              | Programa                    | Notas                                        |
| ---------------- | --------------------------- | -------------------------------------------- |
| 2018, 2019, 2021 | Running Man                 | (ep. #388-389, 426-427, 457, 551) - invitada |
| 2018             | Law of the Jungle in Mexico | miembro - (Ep. #314-320)                     |
| 2017             | Lipstick Prince             | invitada - (Ep. #2.9)                        |

## Premios y nominaciones
| Año  | Premio        | Categoría                                             | Trabajo                        | Resultado | Ref.   |
| ---- | ------------- | ----------------------------------------------------- | ------------------------------ | --------- | ------ |
| 2018 | KBS Drama     | Mejor actriz revelación                               | Sunny Again Tomorrow           | Ganadora  | [ 31 ] |
| 2019 | KBS Drama     | Premio Netizen                                        | Beautiful Love, Wonderful Life | Nominada  |        |
| 2019 | KBS Drama     | Mejor pareja (junto a Kim Jae-young)                  | Beautiful Love, Wonderful Life | Nominados |        |
| 2019 | KBS Drama     | Premio a la excelencia, actriz en serie de televisión | Beautiful Love, Wonderful Life | Ganadora  | [ 32 ] |
| 2020 | 7th APAN Star | Premio a la excelencia, actriz en serie de televisión | Beautiful Love, Wonderful Life | Nominada  |        |